# قشلاق مددلو
قشلاق مددلو هي قرية في مقاطعة خدا أفرين، إيران. عدد سكان هذه القرية هو 107 في سنة 2006.